# Lilla Djurlången
Lilla Djurlången är en sjö i Lindesbergs kommun och Smedjebackens kommun i Västmanland och ingår i Norrströms huvudavrinningsområde. Sjön är 20 meter djup, har en yta på 0,42 kvadratkilometer och är belägen 234 meter över havet. Sjön avvattnas av vattendraget Djurlångsån.

## Delavrinningsområde
Lilla Djurlången ingår i det delavrinningsområde (664510-147373) som SMHI kallar för Utloppet av Stora Djurlången. Medelhöjden är 274 meter över havet och ytan är 29,95 kvadratkilometer. Det finns inga avrinningsområden uppströms utan avrinningsområdet är högsta punkten. Djurlångsån som avvattnar avrinningsområdet har biflödesordning 4, vilket innebär att vattnet flödar genom totalt 4 vattendrag innan det når havet efter 232 kilometer. Avrinningsområdet består mestadels av skog (83 procent). Avrinningsområdet har 2,12 kvadratkilometer vattenytor vilket ger det en sjöprocent på 7,1 procent.